# N59A
إن59إيه أو N59A في علم الفلك هو سديم و منطقة هيدروجين II يوجد في مجرة ماجلان الكبرى عند الجنوب الشرقي لحافة الفقاعة الكبرى عند الجنوب الشرقي LMC4.
العقدتان اللامعتان الوسطيتان هما NGC 2032 و NGC 2035 . وهما تظهران بسبب ما بينهما من شريط غبار كوني يفصل بينهما.

## اقرأ أيضا
- غبار كوني
- منطقة هيدروجين II
- منطقة هيدروجين I
- سديم الشرنقة
- سي بي 230

## وصلات خارجية
- Don Goldman: Southern Seagull Nebula (Bild)